# San Cristóbal (Ajuchitlán)
San Cristóbal es una localidad del estado mexicano de Guerrero. Es parte del municipio de Ajuchitlán del Progreso.

## Toponimia
El nombre de la población hace referencia al santo patrono de la localidad: Cristóbal de Licia.

## Demografía
| Gráfica de evolución demográfica |
|                                  |

| Censo | Población |
| ----- | --------- |
| 1900  | 777       |
| 1910  | 469       |
| 1921  | 951       |
| 1930  | 972       |
| 1940  | 1 111     |
| 1950  | 1 097     |
| 1960  | 1 344     |
| 1970  | 993       |
| 1980  | 1 039     |
| 1990  | 1 209     |
| 2000  | 1 755     |
| 2010  | 1 253     |
| 2020  | 1 190     |